# Akbarşoh Iskandarov
Akbarşoh Iskandarov (in tagico Акбаршоҳ Искандаров; Kevron, 1º agosto 1951) è un politico tagico, che è stato due volte presidente ad interim della Repubblica del Tagikistan.

## Biografia
Akbarşoh Iskandarov è nato a Kevron, nel Gorno-Badachšan, allora parte della Repubblica Socialista Sovietica Tagika.
Dal 6 ottobre al 2 dicembre 1991, ha sostituito come presidente Rahmon Nabiev quando egli si è dimesso per partecipare alle prime elezioni presidenziali del Tagikistan. Nabiev ha vinto le elezioni ed è diventato il primo presidente eletto dal popolo nella storia del Paese, ma si dimise nel settembre 1992, a seguito di un colpo di Stato. Iskandarov ha di nuovo preso la presidenza ad interim e poi si è dimesso il 20 novembre 1992, dopodiché la carica di presidente è stata abolita e Emomalī Rahmon è stato installato come capo di Stato. Iskandarov ha anche servito come ambasciatore in Turkmenistan e in Kazakistan.
| Controllo di autorità | VIAF (EN) 40165050827731192390 · J9U (EN, HE) 987012882170205171 |